# Australian Blonde
Australian Blonde és un grup espanyol de música indie procedent de Gijón que va començar en els anys 90.

## Biografia
Es formen en 1992 amb Tito Valdés en el baix, Roberto Nicieza en la bateria i Fran Fernández (ara Francisco Nixon) com a guitarra i cantant. Després de diversos concerts guanyen el concurs de maquetes de la Sala Maravillas, a més d'arribar a la final d'un concurs realitzat per la revista Rockdelux. Des d'aquest moment fitxen per la discogràfica Subterfuge segell amb el qual llancen la seva primera referència, el 7” compartit amb Kactus Jack, Split (Subterfuge, 1993). Després d'això publiquen el seu primer àlbum, Pizza Pop (1993), sent considerats com a grup revelació per la crítica especialitzada.
Amb el primer single extret del seu àlbum debut, Chup Chup, es converteixen en l'himne de la generació indie de principis dels 90 a Espanya, el seu so pop barrejat amb distorsionats riffs de guitarra van calar profundament. Aquest no va trigar a donar-se a conèixer pel gran públic gràcies al fet que va formar part de la banda sonora de la pel·lícula Historias del Kronen, i posteriorment d'un anunci de Pepsi. Així, aviat van començar a fitxar per grups similars en molts segells independents, començant-se a parlar del Xixón Sound (so Gijón) i, per seguir amb els paral·lelismes, Gijón es va convertir en el Seattle espanyol, ja que l'indie a Espanya va tenir una repercussió similar al grunge als Estats Units entre els joves farts del so mainstream.
Amb la incorporació en 1995 del bateria d'Àvila Paco Martínez, la formació roman estable fins a 2003, sempre comptant amb la col·laboració en la foscor del “quart blonde”, Paco Loco, guitarrista i productor mexicà, establert a Espanya. Des d'aquest moment Australian Blonde fitxa per la discogràfica RCA i publiquen tres discos que els confirmen com una de les bandes més importants del panorama rock nacional. Es passen tota la dècada de gira i per grans festivals com el FIB, el Doctor Music o el Festimad, i fins i tot componen les bandes sonores dels curtmetratges Rondadores Nocturnos 3 (1998) i Rondadores Nocturnos 2 (1999), tots dos dirigits per Aure Roces.
Després d'un concert a Nova York coneixen a Steve Wynn, amb el qual publiquen un àlbum compartit en el 2000. Des de llavors han publicat diversos discos i EP amb un èxit més moderat, però encara palès, car segueixen apareixent en recopilatoris, omplint sales, apareixent en festivals importants com el de Benicàssim, etc. El 2004 es va reeditar l'àlbum Pizza Pop, al qual se li sumaven noves pistes, les cançons de l'època que van ser descartades.
L'any 2003 Tito Valdés abandona la banda, sent substituït per Pablo Errea, músic navarrès provinent de grups com a Ritual de lo Habitual, Greenhouse Effect o Edwin Moses.
També surt un tema seu en la pel·lícula de REC 3: Gènesi (Australian Blonde - Chup Chup) que s'estrenà el 30 de març de 2012.

## Formació actual
- Fran Fernández (ara Francisco Nixon): Guitarra i Veu
- Paco Martínez: Bateria i veus
- Pablo Errea: Baix, guitarra i Veu

## Discografia[3]

### Àlbums
- 1993 - Pizza Pop
- 1994 - Aftershave
- 1996 - Australian Blonde
- 1996 - Australian B
- 1998 - Extra
- 2000 - Momento
- 2002 - Lay it on the line
- 2004 - Canciones de Amor y gratitud
- 2004 - Pizza Pop (reedició)
- 2014 - You kill me.

### EP
- 1994 - Spiral
- 2001 - In it for the money

### Singles
- 1993 - Australian Blonde + Kactus Jack
- 1993 - Chup Chup
- 1994 - Miss
- 1994 - M
- 1994 - Cosmic
- 1995 - Cosmic (nova edició)
- 1996 - No puedo dormir
- 1996 - Chance
- 1997 - Chance (nova edició)
- 1997 - Boom
- 1999 - Drew and Cheri
- 1999 - Cool Dive
- 1999 - Black
- 2000 - Suddenly
- 2002 - Lay it on the line
- 2002 - A brief honeymoon with Julia 2004 - When I Look Back

## Grups relacionats
Fran Fernández té altres projectes musicals paral·lels: La Costa Brava i Francisco Nixon.